# Himeshima (villaggio)
Himeshima è un villaggio giapponese della prefettura di Ōita, situato sull'omonima isola.